# Карродунон

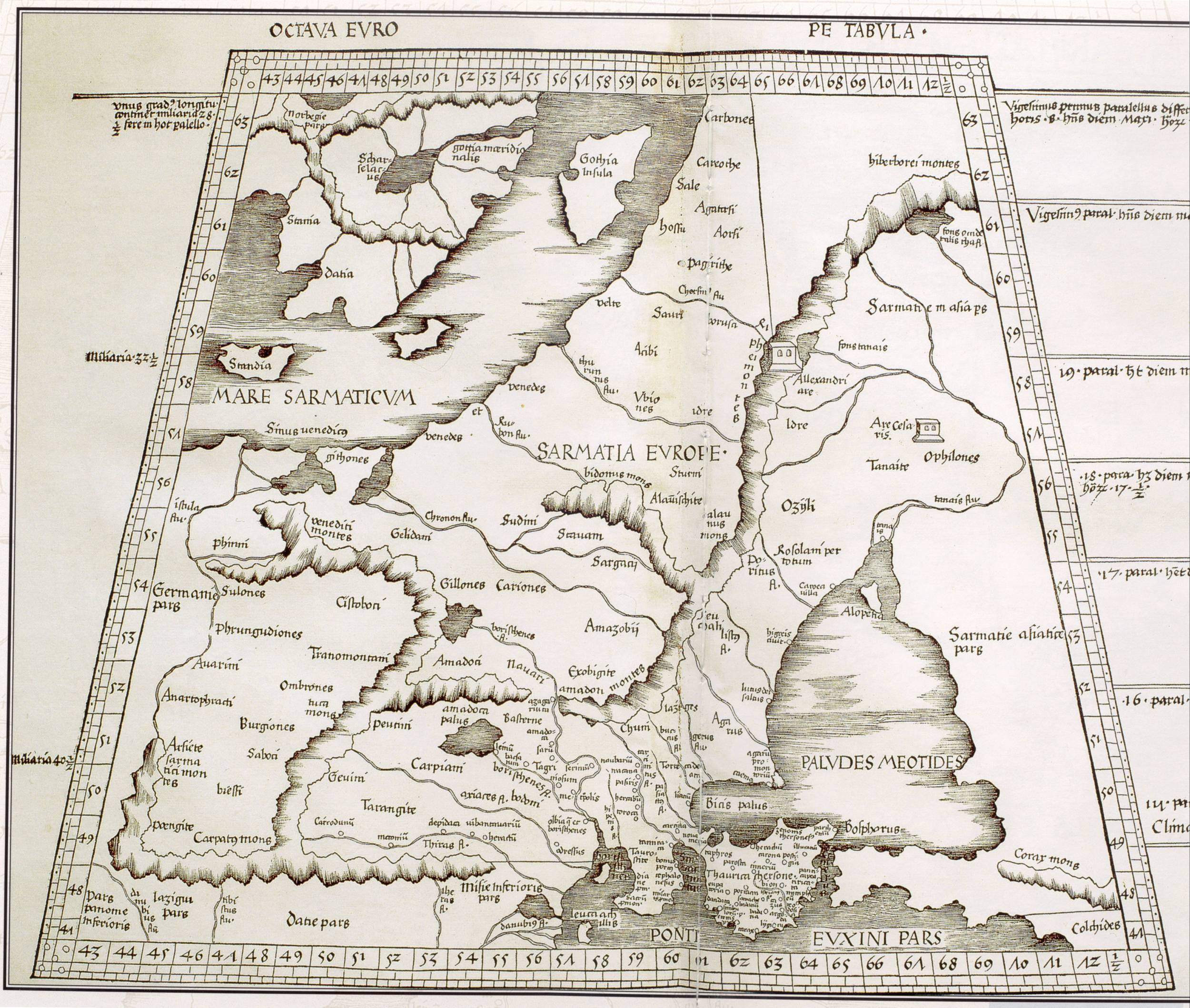
Карродунон на карті Європейської Сарматії Птолемея

Карродунон (грец. Καρροδουνον, лат. Carrodunum, протокельт. Carrodūnon) — кельтське місто в Європейській Сарматії, згадане Птолемеєм у його «Географії» з координатами 49°30' довготи і 48°40' широти, ймовірно, на території Західної України. За Птолемеєм, Карродунон був розташований на 10' північніше витоків Тіраса (Дністра), які Птолемей локалізував на тій же південній широті 48°30', що й «гору Карпатос».

Птолемей задує ще 3 міста з аналогічною назвою, в Германії, Реції та в Паннонії. Паннонійський Карродунон асоціюють з Краковом.

## Етимологія назви
Від кельтського «карр» — камінь і «дун» — фортеця, дослівно «кам'яна фортеця».

## Локалізація
Класичні автори асоціювали Карродунон з Галичем, а деколи навіть зі Львовом
На думку Миколи Бандрівського, професора археології Львівського університету, Карродунон був розташований в межах трикутника Самбір — Рудки — Мостиська.